# Peribatodes aragonis
Peribatodes aragonis là một loài bướm đêm trong họ Geometridae.